# Municipio de Jenkins (Minnesota)
El municipio de Jenkins (en inglés: Jenkins Township) es un municipio ubicado en el condado de Crow Wing en el estado estadounidense de Minnesota. En el año 2010 tenía una población de 359 habitantes y una densidad poblacional de 10,11 personas por km².

## Geografía
El municipio de Jenkins se encuentra ubicado en las coordenadas 46°40′57″N 94°19′16″O / 46.68250, -94.32111. Según la Oficina del Censo de los Estados Unidos, el municipio tiene una superficie total de 35.51 km², de la cual 30,21 km² corresponden a tierra firme y (14,92 %) 5,3 km² es agua.

## Demografía
Según el censo de 2010, había 359 personas residiendo en el municipio de Jenkins. La densidad de población era de 10,11 hab./km². De los 359 habitantes, el municipio de Jenkins estaba compuesto por el 99,44 % blancos, el 0,28 % eran de otras razas y el 0,28 % eran de una mezcla de razas. Del total de la población el 0,84 % eran hispanos o latinos de cualquier raza.